# Osmia gaudiosa
Osmia gaudiosa är en biart som beskrevs av Cockerell 1907. Osmia gaudiosa ingår i släktet murarbin, och familjen buksamlarbin. Inga underarter finns listade i Catalogue of Life.